# Bonomi B.S. 17 Allievo Cantù
Il 'Bonomi B.S. 17 Allievo Cantù era un aliante libratore da addestramento, monoposto ad ala alta prodotto dall'azienda italiana Aeronautica Bonomi negli anni trenta.
Si trattava di un libratore da scuola, adatto ad effettuare lanci con elastico o verricello per brevi voli veleggiati e planate.
Il catalogo dell'Aeronautica Bonomi lo descriveva come apparecchio eminentemente adatto all'uso del verricello... adattissimo all'istruzione e conseguimento dell'attestato B ed all'allenamento per il brevetto C.

## Tecnica

### Cellula
La fusoliera era a sezione rettangolare, rivestita interamente di legno compensato, nella quale era ricavata la singola cabina di pilotaggio. Sulla fusoliera era presente un corpo trapezoidale che supportava le ali, controventate da montanti.

L'elemento orizzontale dell'impennaggio era su una piccola deriva posizionata sopra la fusoliera.

### Superfici alari
Era caratterizzato da un'ala rettangolare controventata da due aste di controvento ad "N", una per lato, (la medesima dell'Allievo Bonomi).
Le ali erano realizzate su due longheroni in legno d'abete dell'Oregon, parzialmente rivestiti in compensato, con copertura di tela, disposte a V e a freccia.

## Utilizzatori

### Militari
Italia
- Regia Aeronautica [1]

## Esemplari attualmente esistenti
Un esemplare è attualmente esposto presso le strutture del Museo storico dell'Aeronautica Militare di Vigna di Valle, nel comune di Anguillara Sabazia, nell'Hangar Velo dedicato ai velivoli utilizzati durante la seconda guerra mondiale.